# Peter Sunde
Peter Sunde Kolmisoppi (Uddevalla, 13 de setembro de 1978), conhecido como brokep, é um especialista em computação, empreendedor e ativista Sueco, mais conhecido por ser ex-porta-voz e um dos co-fundadores do site The Pirate Bay (TPB).